# یوهان کراگ
یوهان کراگ (انگلیسی: Johan Kraag; زاده ۲۹ ژوئیهٔ ۱۹۱۳ – درگذشته ۲۴ مهٔ ۱۹۹۶) سیاستمدار اهل سورینام بود.